# Botanická zahrada Přírodovědecké fakulty Masarykovy univerzity
Botanická zahrada Přírodovědecké fakulty Masarykovy univerzity se nachází v Brně na křižovatce ulic Kotlářská a Veveří, nedaleko Konečného náměstí.
Skleníky se sbírkami tropických a subtropických druhů rostlin zabírají celkovou plochu 1 100 m2. Venkovní část se rozkládá na ploše cca 1,5 ha. Zahrada spravuje i zeleň ve veřejně přístupném areálu fakulty na Kotlářské o celkové rozloze cca 4,5 ha, kde se nacházejí především sbírky dřevin s jmenovkami, jde o více než 520 taxonů a přes 1000 jedinců. Na webu zahrady je k dispozici interaktivní mapa dřevin a přesné seznamy s lokalizací.

## Historie
Botanická zahrada Přírodovědecké fakulty Masarykovy univerzity byla založena v roce 1922 jako provizorní botanická zahrada Masarykovy univerzity v zahradě u bývalého městského chudobince, jehož budovy byly dány k dispozici nové fakultě. Zakladatelem byl tehdejší ředitel botanického ústavu, prof. dr. Josef Podpěra.
Původně, již v roce 1923 byla zahrada rozdělena na část taxonomickou a fytogeografickou. Část botanické zahrady byla věnována léčivkám, textilním rostlinám, pokusům G. Mendela a Linéovské systematice. Již v roce 1926 v provizorním zemním skleníku poprvé vykvetl největší leknín světa - viktorie královská (Victoria amazonica), příbuzný druh, viktorie Cruzova (Victoria cruziana) se zde pěstuje s úspěchem dodnes. V roce 2014 byl natočen o tomto unikátu dokumentární film, ke zhlédnutí na webu zahrady. Tři místní skleníky byly vystavěny svépomocí v letech 1932-1934, byly dále rozšířeny v 60. letech 20. století o další dva pavilony s kapradinami a sukulenty. V letech 1995-1997 byly tyto budovy zbourány a postaveny nové skleníky částečně kryté dvojitým polykarbonátem. Jde o pět tunelovitých lodí s prostředním největším od architekta Talandy.
Základní schéma uspořádání zahrady, tak jak bylo založeno v prvních dvou letech, zůstává zachováno dodnes. S ohledem na podmínky však bylo plánováno v roce 1950 alespoň rozšíření o areál na Mniší hoře, kam bylo vysázeno množství rostlinného materiálu, avšak na místě byla zřízena pouze zoologická zahrada. O přestěhování zahrady na jiná místa v Brně se uvažovalo mnohokrát, naposledy v souvislosti s budováním nového Univerzitního kampusu v Bohunicích, kam se přestěhovaly i biologické obory, ale nikdy k tomu nedošlo.
Na konci války byla zahrada poničena bombardováním. V souvislosti se stavbou skleníků v letech 1997 byly rekonstruovány i záhony systému rostlin, kde se nachází přes 1500 taxonů z více než 80 čeledí. Před skleníky bylo realizováno kompoziční dílo sochaře Jana Šimka pod názvem Prameny země, které se skládá ze čtyř fontán z různého druhu kamene.

## Účel
Zahrada je určena pro edukativní a sbírkové účely, je zde asi 2500 taxonů ve sklenících a 2500 taxonů ve venkovní části. Prakticky veškeré sbírky jsou prezentovány veřejnosti, rostliny jsou opatřeny jmenovkami. V zahradě i ve sklenících jsou naučné panely a ve sklenících i mluvený audioprůvodce v českém a anglickém jazyce. Během historie zahrady vyšlo několik průvodců a v roce 2012 publikace k 90. výročí založení zahrady, k dispozici jsou různé naučné materiály, pracovní listy, průvodce po dřevinách, pohlednice a další suvenýry.
Zahrada poskytuje na požádání odborné komentované prohlídky skleníků pro školy a jiné skupiny. Každoročně také pořádá několik výstav - masožravých rostlin v květnu, sukulentů v září, tropických a subtropických rostlin v říjnu a okrasného ptactva a dalších zájmových zvířat v listopadu, Zahradní slavnost první čtvrtek v srpnu a účastní se akce Noc vědců první pátek v říjnu. Kromě toho se nepravidelně konají umělecké a panelové výstavy. K dispozici je odborná knihovna, určená i veřejnosti. Zahrada slouží jako informační středisko v oboru botaniky a zahradnictví a má aktivní facebookové stránky.
Při zahradě působí od roku 1996 Sdružení přátel botanické zahrady, jehož členem se může stát kdokoli starší 15 let, v současné době má přes 30 členů, kteří mají výhody při vstupu do skleníků a na akce. Zahrada byla zakládajícím členem Unie botanických zahrad ČR, která vznikla v roce 2005 jako profesní organizace botanických zahrad.

## Přístupnost
Vstup do zahrady je zdarma, do skleníku se platí vstupné. Otevřeno je od 1. dubna do 30. září od 9 do 17 hod. Od 1. října do 31. března je otevřeno od 9 do 15 hod. mimo vymezené dny, uvedené na webových stránkách zahrady. Ve všední dny je vchod z ulice Kotlářské přes vrátnici fakulty, o víkendech brankou u tramvajové zastávky z ulice Veveří. V areálu není veřejné parkoviště, proto se do něj nesmí vjíždět bez povolení. Zahrada je z větší části bezbariérová včetně skleníků. Cyklisté a psi mají vstup zakázán. V celém areálu fakulty, a tedy i botanické zahrady, je zakázáno kouřit. Návštěvní řád je vyvěšen na webových stránkách, u vchodu a ve skleníku.
Nachází se v ulici Kotlářská 2 v Brno.